# Alex Gurney
Ne doit pas être confondu avec Alex Gurney (auteur).
Alex Gurney, né le 4 septembre 1974 à Newport Beach, (Californie), est un pilote automobile américain. 
Il est le plus jeune fils de l'ancien pilote de Formule 1, Dan Gurney, et court actuellement en Rolex Sports Car Series pour l'écurie GAINSCO/Bob Stallings Racing.

## Biographie
Alex Gurney a participé au Championnat de Grande-Bretagne de Formule 3 en 2001 puis a terminé troisième de Formule Atlantique en 2002 derrière Jon Fogarty et Michael Valiante.
Depuis 2005, il est dans l'équipe GAINSCO/Bob Stallings Racing pour participer aux Rolex Sports Car Series.
En 2019, il joue le rôle de son père dans le film Le Mans 66.

## Palmarès
- Vainqueur des Rolex Sports Car Series en 2007 et 2009 avec Jon Fogarty

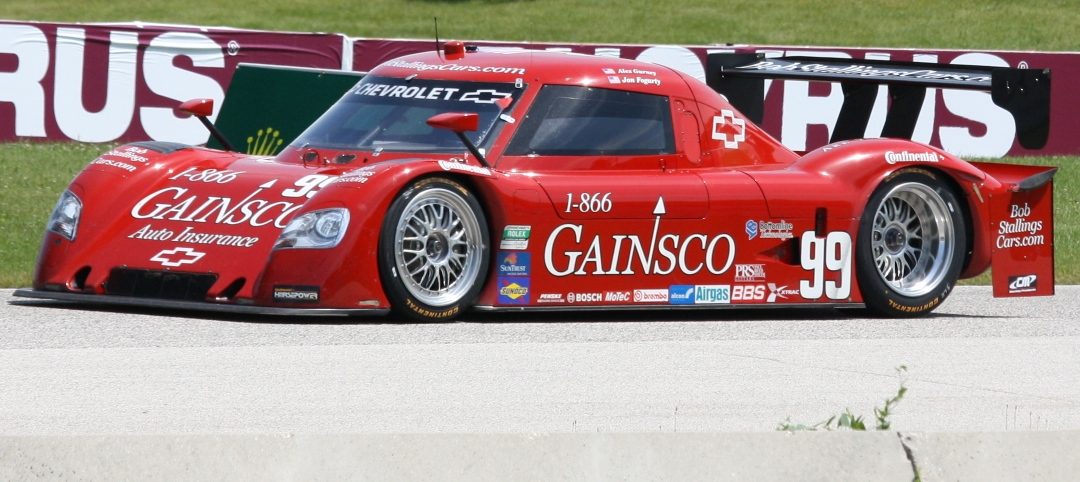
La Riley Chevrolet de Jon Fogarty et Alex Gurney en 2011